# デッサン人形

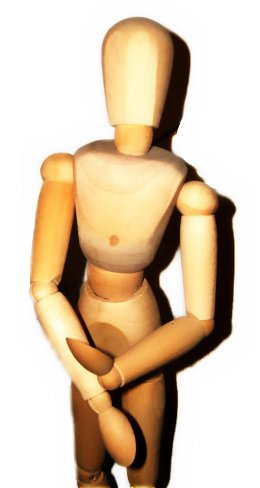
デッサン人形（コンピュータグラフィックス・明暗も表現される）

デッサン人形（デッサンにんぎょう）は、人間の関節と同じ動きをする関節を持つ人形のこと。画材販売のカタログやオンラインのカテゴリとしてはモデル人形とも呼ばれる。
人間のモデルとは異なり長時間同じポーズを取らせることができ、絵画、漫画等で人物を描く際にポーズの参考にするために使う。人間の全身を表した人形の他、手のみの人形もある。また、馬のデッサン人形も販売されている。
従来は木製で比較的高価であったが、最近は安価な量産品として、プラスチック製のカスタマイズドール用の素体が画材店でも発売されている。こちらの方が漫画・アニメの頭身的にデフォルメされたキャラクター体型に合っている為に使い易い場合もある。ただし、プラスチック製でも骨格等が緻密に成型された高級モデルも存在する。
また、画像処理ソフトの機能として、デッサン人形の画像が表示できるものもある。木製やプラスチック製のデッサン人形よりも柔軟にポーズを作ることが出来、陰などの明暗表現も自動的に実現できるようになっている。一方で、実際のデッサン人形を操作することで、画像処理ソフト内のデッサン人形が連動して動き、直感的な操作と画像処理ソフトでのデータを変更し服などの装飾品を書く上での利便さを模索したものもある。